# Беназау
Беназау, Бенасау (валенс. Benasau, ісп. Benasau) — муніципалітет в Іспанії, у складі автономної спільноти Валенсія, у провінції Аліканте. Населення — 171 особа (2022).

## Географія
Муніципалітет розташований на відстані близько 350 км на південний схід від Мадрида, 40 км на північ від Аліканте.

## Демографія
Динаміка населення (INE ):

## Галерея зображень

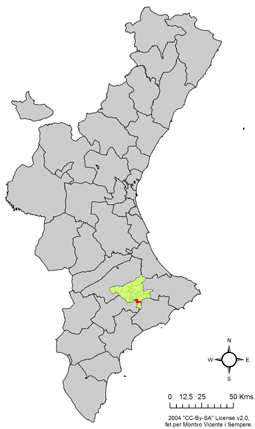
Розташування муніципалітету Беназау у автономній спільноті Валенсія
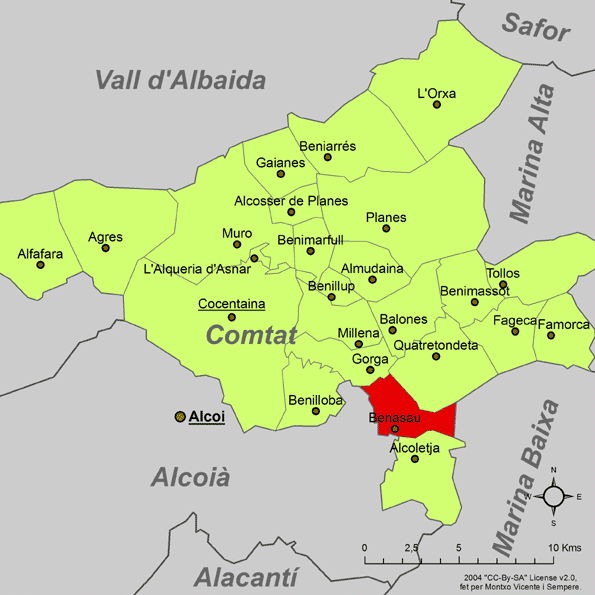
Розташування муніципалітету Беназау у комарці Кондадо-де-Косентайна
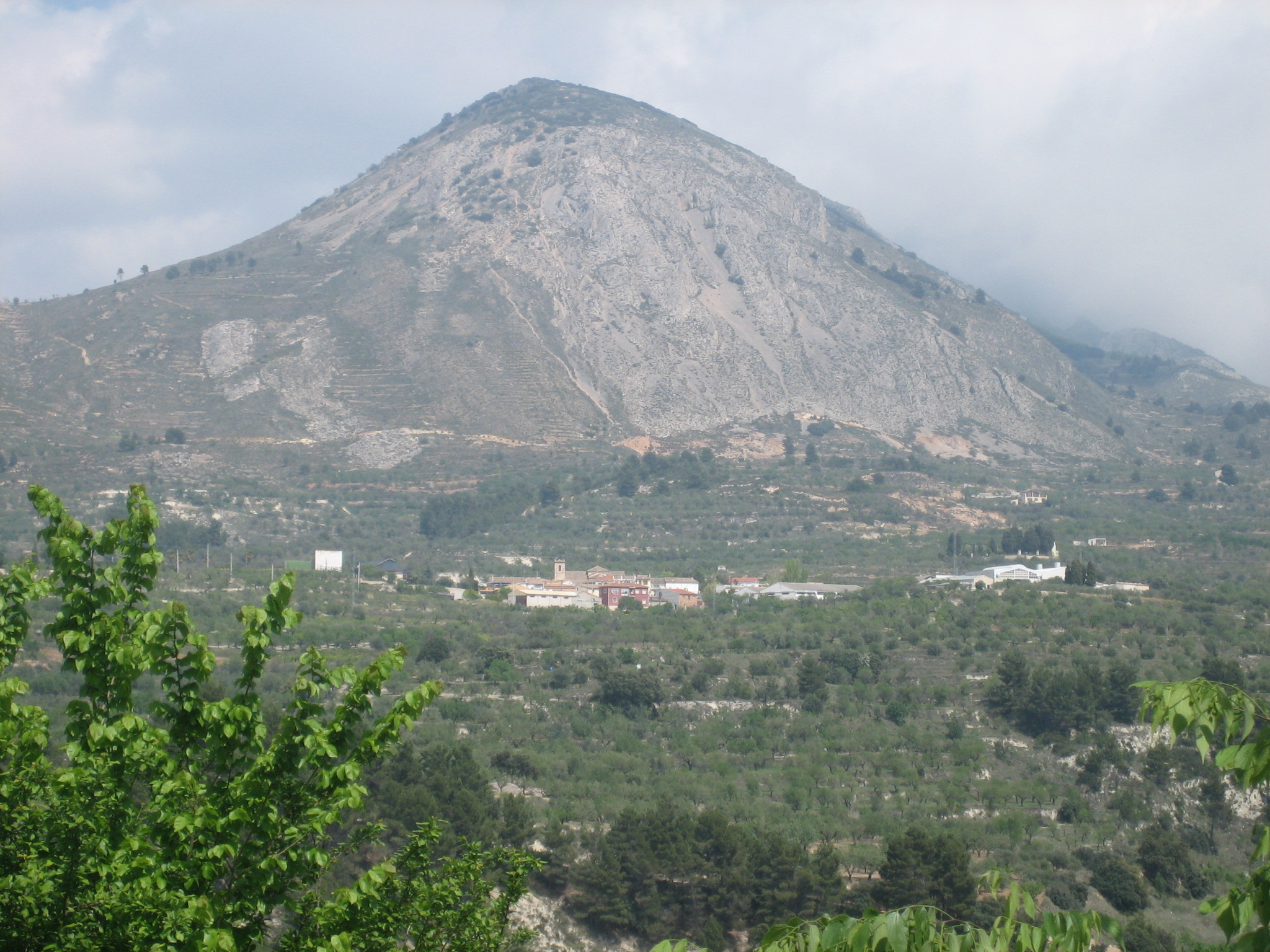
Беназау